# بيت العماري (المخادر)

تعديل مصدري - تعديل

بيت العماري هي إحدى قرى عزلة ذاري عثمان بمديرية المخادر التابعة لمحافظة إب، بلغ تعداد سكانها 144 نسمة حسب تعداد اليمن لعام 2004.